# Distretto di Sakaraha
Il distretto di Sakaraha è un distretto del Madagascar situato nella regione di Atsimo-Andrefana. Ha per capoluogo la città di Sakaraha.
La popolazione del distretto è di 107 147 abitanti (censimento 2011).